# 最終幻想世界
《最終幻想世界》是一款由東星軟件與史克威爾艾尼克斯第三商業事業部共同開發；史克威爾艾尼克斯發行的角色扮演遊戲。遊戲首次於2016年10月25日登陸PlayStation 4和PlayStation Vita平台。Steam版本於2017年11月21日發售。

## 遊戲玩法
玩家將操控蓮恩與朗恩這對姊弟於異世界「格利摩爾」探險，在格利摩爾裡面，所有的角色皆以二頭身呈現。玩家可以自由切換「迷你人」與「長身人」的樣貌。

### 戰鬥
遊戲的戰鬥採用動態時間戰鬥(ATB)，速度較快的一方可以優先攻擊，透過按鈕來進行防禦與攻擊。每次活動都會消耗行動點數(AP)，招式越強消耗越多。遊戲共有多個戰鬥模式，玩家可以依照喜歡調整戰鬥節奏。

## 開發
遊戲首次於E3 2015上展示。遊戲引擎採用Silicon Studio製作的OROCHI3與YEBIS 3。
繁體中文版的消息於2016年的東京電玩展公布，简体中文則收錄於Steam平台。

## 評價

### 銷量
《最终幻想世界》PS4版本的首周銷量以53176的銷量排第三，PSV版本則以47159份的銷量排名第四，雙版本首周合計銷量達到10萬。

## 續作
史克威爾艾尼克斯於2018年東京電玩展釋出《最終幻想世界 Maxima》的全新宣傳影片，遊戲預計將於2018年11月6日於PlayStation 4、Xbox One、Microsoft Windows和Nintendo Switch平台上推出。